# Alicia Giménez Bartlett
Alicia Giménez Bartlett (Almansa, 10 de juny de 1951) és una filòloga i escriptora espanyola, resident a Barcelona. El seu nom real és Alicia Giménez i González. El cognom Bartlett és el del seu primer marit Àlvar Bartlett i Coma.

## Biografia
Va estudiar filologia espanyola a la Universitat de València. El 1975 es traslladà a Barcelona, on es doctorà en literatura espanyola per la Universitat de Barcelona.
L'any 1984 va publicar la primera novel·la, Exit (Seix Barral, 1984). El 1996 aparegué el primer volum de la seva popular sèrie policíaca protagonitzada per la inspectora Petra Delicado. Aquesta sèrie consta, fins avui, de vuit novel·les i ha estat traduïda a diversos idiomes. L'any 1999 les aventures de Petra Delicado van donar vida a una sèrie televisiva protagonitzada per Ana Belén i Santiago Segura.
L'any 2011 Alicia Giménez va guanyar la 67a edició del Premi Nadal amb la novel·la Donde nadie te encuentre, que relata la història de la guerrillera del maquis Teresa Pla Meseguer (la Pastora). En novel·la negra, el 2014, guanya el X Premi Pepe Carvalho. El 2015 va guanyar la 64a edició del Premi Planeta amb Hombres desnudos.

## Obres
- Exit (1984)
- Pájaros de oro (1986)
- Caídos en el valle (1989)
- El cuarto corazón (1991)
- Vida sentimental de un camionero (1993)
- La última copa del verano (1995)
- Ritos de muerte (1996)
- Día de perros (1997)
- Una habitación ajena (1997) Premio Femenino Lumen
- Mensajeros de la oscuridad (1999)
- Muertos de papel (2000)
- La deuda de Eva (2002)
- Serpientes en el paraíso (2002)[4]
- Secreta Penélope (2003)
- Un barco cargado de arroz (2004)
- Días de amor y engaños (2006)[5]
- Nido vacío (2007)
- El silencio de los claustros (2009)
- Donde nadie te encuentre (2011)
- Nadie quiere saber (2013)
- Crímenes que no olvidaré (2015)
- Hombres desnudos (2015)
- Mi querido asesino en serie (2017)
- La presidenta (2022)